# S/2004 S 7
S/2004 S 7 je retrogradni naravni satelit Saturna iz Nordijske skupine.

## Odkritje in imenovanje
Luno S2004 S 7 so odkrili  Scott S. Sheppard, David C. Jewitt, Jan Kleyna, in Brian G. Marsden 4. maja leta 2005 na posnetkih, ki so jih naredili med 12. decembrom 2004 in 8. marcem 2005.  Njeno začasno ime je S/2004 S 7.